# بستان (مغنية)
بستان مغنية كانت لأبي حذيفة، مولى جعفر ابن سليمان.